# Мартынюк, Леонид Владимирович
Леони́д Влади́мирович Мартыню́к (бел. Леані́д Уладзі́міравіч Мартыню́к; 1932—2013) —  советский и белорусский кинорежиссёр, сценарист, журналист.

## Биография
Леонид Владимирович Мартынюк родился 20 июля 1932 года в Гомеле, Белорусская ССР.
Годы юности прошли в Минске, в школьные годы занимался боксом. В 1955 году окончил Белорусский государственный университет. Работал журналистом и редактором на Белорусском телевидении. В 1966 окончил Высшие курсы режиссёров и сценаристов в Москве.
Дебютировал как режиссёр и сценарист в 1966 году короткометражным фильмом «Западня» (по одноимённой повести Василя Быкова). Впоследствии получили известность его спортивные и детские фильмы.

## Награды и звания
- V Всесоюзный кинофестиваль спортивных фильмов (Таллин, СССР) (1974) — Бронзовая медаль и диплом III степени за фильм «Большой трамплин»
- Всесоюзная неделя детского кино (Москва, СССР) (1975) — Почетная грамота ЦК ВЛКСМ за фильм «Большой трамплин»
- XV Всесоюзный кинофестиваль (Таллин, СССР) (1982) — Специальный приз ЦК ВЛКСМ за фильм «Паруса моего детства»
- XXIII Международный кинофестиваль (Готвальдов, Чехословакия) (1982) — диплом жюри за фильм «Паруса моего детства»
- II Международный кинофестиваль для детей (Каунас, Литва) (1995) — Главный приз детского жюри за фильм «Белое озеро»

## Фильмография

### Режиссёрские работы
- 1966 — Западня (короткометражный) (по мотивам повести Василя Быкова «Западня»)
- 1968 — День человека (документальный)
- 1969 — Стремление (документальный)
- 1971 — Пятёрка отважных (сценарий Алеся Осипенко)
- 1973 — Большой трамплин
- 1974 — Неоткрытые острова (по мотивам повести Янки Мавра «Полесские робинзоны»)
- 1977 — Семейные обстоятельства (сценарий Альберта Лиханова)
- 1979 — Железные игры (телефильм)
- 1981 — Паруса моего детства (сценарий Василия Хомченко)
- 1985 — Научись танцевать (сценарий Михаила Герчика)
- 1992 — Белое озеро